# Stenophylax nycterobius
Stenophylax nycterobius là một loài Trichoptera trong họ Limnephilidae. Chúng phân bố ở miền Cổ bắc.